# Bulbophyllum uncinatum
Bulbophyllum uncinatum là một loài phong lan thuộc chi Bulbophyllum.